# Газета.ru
«Газета.ru» — российское общественно-политическое интернет-издание, основанное в 1998 году. Круглосуточно освещает российские и мировые новости. Входит в группу компаний Rambler&Co.
Согласно данным LiveInternet, «Газета.ru» входила в Топ-10 самых посещаемых ресурсов Рунета в категории «Новости и СМИ». По сообщению «Медиалогии», в ноябре 2014 года «Газета.ru» вошла в тройку самых цитируемых новостных ресурсов страны.

## История
Интернет-издание с названием «Газета.ру» начало работу в феврале 1999 года как проект Фонда эффективной политики (ФЭПа) под руководством Антона Носика с дизайном Артемия Лебедева при финансировании компании ЮКОС. ФЭП, известный затем по работе над кампанией Владимира Путина, занимался развитием русскоязычных средств массовой информации и осваивал Интернет как новую вещательную площадку, поэтому глава ФЭПа Глеб Павло́вский был озадачен созданием таких СМИ и самолично придумал название «Газета.ру», выкупил домен у предыдущих владельцев за тысячу долларов США и оформил на себя. В сентябре 1999 года компания ЮКОС решила организовать под этим же названием новое издание, руководителем которого был назначен Владислав Бородулин (Антон Носик отказался работать с «ЮКОСом»: «изнутри „ЮКОС“, точнее, его недобывающее подразделение, представлял собой классическое советское министерство, с интригами и подсиживаниями»; С. Кузнецов уточняет: «Носик рассказывал, что на каком-то этапе шли переговоры о передаче домена вместе с редакцией, но Антона якобы отпугнула юкосовская бюрократия и анкета на шести листах, которую его попросили заполнить. Вернувшись с переговоров, Антон говорил, что почувствовал себя в атмосфере советского учреждения, и восклицал, что нет таких денег, за которые он согласится вернуться в Советский Союз»). Редакция первого издания в течение первых двух недель помогала работать новой команде, при этом запуская на базе ФЭПа два новых проекта в сфере интернет-журналистики: «Ленту.ру» и «Вести.ру».
В 1998 году Владислав Бородулин покинул пост редактора еженедельника «Коммерсантъ-Власть» после конфликта с шеф-редактором Рафом Шакировым. Причиной стала его статья «15 млрд долларов потеряла Россия благодаря Примакову», в которой речь шла о последствиях скандального «разворота над Атлантикой» и отмены визита премьер-министра Российской Федерации Евгения Примакова в США. Эта статья была по горячим следам переопубликована интернет-сайтом «Газета.ru», а в сентябре 1999 года Бородулин стал его главным редактором. При этом сам Владислав Бородулин считает, что «уход из „Ъ“ и приход в „Газету“ — стояли рядом, но не были причиной и следствием».
До 2005 года 100 % акций издания принадлежали Владиславу Бородулину, который в ноябре 2005 года продал их издательскому дому «Секрет фирмы». В 2006 году предприниматель Алишер Усманов купил за 50 млн долларов США издательский дом «Секрет фирмы», а в июне 2008 года ИД «Коммерсантъ» и владельцы компании «СУП» произвели обмен активами. «Коммерсантъ» получил до 50 % «СУПа». В свою очередь, «СУП» стал владельцем 100 % «Газеты.ru».
Перед думскими выборами 2011 года пост заместителя главного редактора «Газеты.ru» покинул Роман Баданин. Причиной увольнения стало решение руководства издания снять с сайта баннер совместного проекта с правозащитной организацией «Голос», в рамках которого читатели сообщали о нарушениях в ходе избирательной кампании. Главный редактор Михаил Котов объяснил решение снять баннер коммерческими соображениями, сказав, что место освобождали под рекламу. Глава ИД «Коммерсантъ» Демьян Кудрявцев (в то время «Газета» входила с ИД в общий холдинг) говорил, что конфликт произошел из-за отказа Баданина ставить на сайт рекламу «Единой России».
После выборов 2012 года холдинг SUP Media, владевший «Газетой.ru», полностью перешел предпринимателю Александру Мамуту. В марте 2013 года издание покинул Михаил Котов, его заменила Светлана Лолаева, работавшая в «Газете.ru» с 2007 года. Через несколько месяцев владельцы «Газеты.Ru» решили заменить её на бывшую сотрудницу «Известий» и РИА «Новости» Светлану Бабаеву. К сентябрю 2013 года, когда «Газету.ru» возглавила Бабаева, в издании почти полностью сменился отдел политики и ушли многие сотрудники, освещавшие избирательные кампании 2011 и 2012 годов.
В декабре 2014 года «Газета.ru» запустила новую версию мобильного сайта. По данным Alexa.com за 2014 год, «Газета.ru» также входила в Топ-50 самых популярных сайтов Рунета и в 1000 самых популярных ресурсов мирового интернета.

## Колумнисты
В ноябре 1999 года в «Газете.ru» запустился раздел «Публицистика». Как это происходило, вспоминает один из первых журналистов издания, бывший главный редактор «Газеты.Ru» Михаил Котов:
«Влад Бородулин пригласил Андрея Гришковца в „Газету.ru“ делать раздел „Публицистика“. Дело в том, что Гришковец работал в „Коммерсанте“ с так называемыми „золотыми перьями“, очень мощным отделом спецкоров: Александром Кабаковым, Наталией Геворкян, Глебом Пьяных, Игорем Свинаренко, Валерием Дранниковым, Андреем Колесниковым, Валерием Панюшкиным… И у Бородулина была идея, чтобы эти известные фигуры в журналистике, люди с именами, стали писать колонки в „Газету.ru“. Андрей начал договариваться с авторами. Кроме „коммерсантовцев“ были, конечно, и другие. Например, у нас была опубликована колонка Бориса Стругацкого. И она не была бы последней, если бы мы решили физическую проблему отправки ему гонораров в Питер… Ещё колонки писали Азер Мурсалиев, Григорий Горин, позже появился поэт-правдоруб Игорь Иртеньев… „Публицистика“ фактически превратилась в рубрику с колонками — в ней выходил один материал в день».
В их число колумнистов входили Наталия Осс, Антон Долин, Евгений Киселёв, Фёдор Лукьянов.

## Проекты издания
По словам Михаила Котова, в «Газете.ru» впервые появились онлайн-интервью, начало которым положило интервью с президентом России Владимиром Путиным в 2001 году.
В последние[какие?] годы на сайте издания стали активно развиваться спецпроекты. В ноябре 2014 года «Газета.ru» запустила специальный проект, посвященный годовщине «евромайдана». Над спецпроектом «Газета.Ru» работала совместно со студией инфографики группы компаний «Rambler & Co».
«Мы были под сильным впечатлением от фотографий с „майдана“, когда все это происходило. И идея сделать акцент на крупные изображения возникла с самого начала проекта. Мы попробовали переупаковать „лонгрид“ в мультимедийное слайд-шоу, — говорит дизайн-директор студии „Рамблер Инфографика“ Василий Шихачевский. — Первая версия, содержавшая преимущественно фотографии, показалась нам „сухой“, тогда появились анимированные кадры и просто несложные анимации статичных фотографий, чтобы разнообразить повествование. Всю изобразительную часть мы сознательно делали более спокойной, так как основной контент (фото и видео, в первую очередь) нам кажется достаточно интересным сам по себе».
Совместные спецпроекты «Газеты.Ru» и «Рамблер Инфографики» были посвящены 10-летию трагедии в Беслане, Первой мировой войне и 15-летию пребывания Владимира Путина у власти. Последний представлен в формате лонгрида с использованием мультимедийного контента, который подаётся с эффектом асинхронного движения фона. В профессиональной среде его также называют «параллакс-сайт» или «скролл-сайт».
В мае 2016 года были запущены видеопроекты «Чайная Партия» и «7 минут с Максимом Шевченко». Ведущими первой программы стали колумнист издания Георгий Бовт и специальный корреспондент уральского интернет-издания «Znak.com» Екатерина Винокурова, покинувшая «Газету.ru» в 2013 году после увольнения Светланы Лолаевой, обсуждающие прошедшие события в жанре сатиры.

## Награды и юбилеи
В 2009 году в честь своего 10-летия на сайте «Газеты.ru» был опубликован спецвыпуск, посвященный истории проекта. В том же году «Газета.Ru» была признана лучшим деловым средством массовой информации на Всероссийском конкурсе деловой журналистики РСПП. В 2010 году «Газета.Ru» получила награду Всероссийского конкурса деловой журналистики РСПП в номинации «Рубрика года» (за рубрику «Комментарии»). В 2014 году вышел спецпроект к 15-летию «Газеты.ru».

## Достижения
В 2014 году ежемесячная аудитория сайта в среднем насчитывала более 18 млн уникальных посетителей. Согласно открытым данным, рекордный трафик издания был зафиксирован в марте 2014 года — за месяц сайт газеты посетили более 20 млн человек. В 2014 году «Газета.ru» входила в первую тройку самых цитируемых интернет-ресурсов. Согласно исследованию Яндекса, «Газета.Ru» вошла в Топ-10 российских СМИ, на которые чаще всего ссылались, и в Топ-10 российских СМИ, лидирующих по числу ежедневных публикаций. «Газета.ru» также входит в Топ-10 самых посещаемых ресурсов Рунета в категории «Новости и СМИ».

## Блокировки
25 июня 2013 года в Ульяновске по решению прокуратуры интернет-провайдер «Ростелеком» заблокировал сайт «Газета.ru», как содержащий «информацию о способах дачи взяток, об обстоятельствах, при которых необходимо давать взятку, а также о способах уклонения от уголовной ответственности за дачу взятки». При этом на судебное заседание никто из представителей «Газеты.ru» приглашён не был, а о самом решении редакция сайта узнала от своих читателей. Также отмечается, что в этом решении не указаны ссылки на конкретные материалы, якобы пропагандирующие коррупцию.
Несколько раз ресурс был заблокирован операторами связи из-за технических ошибок. 17 февраля 2014 года пользователи «Билайна» испытали сложности с доступом к сайту «Газеты.ru». По версии оператора связи, неполадки были вызваны высокой нагрузкой на технических платформах. 25 июля 2014 года доступ к «Газете.ru» был заблокирован у нижегородских пользователей провайдера «Ростелеком». Блокировка произошла из-за модернизации оборудования, используемого для фильтрации контента. 26 июня 2014 года, также из-за технической ошибки «Ростелекома», доступ к «Газете.Ru» по всему миру был ограничен в течение часа.

## Главные редакторы
- Антон Носик (gazeta.lenta.ru) — с февраля по сентябрь 1999 года.
- Владислав Бородулин — с сентября 1999 года по июль 2005 года.
- Александр Писарев — с июля 2005 года по март 2006 года.
- Михаил Михайлин — с января 2006 года по июль 2010 года.
- Михаил Котов — с июля 2010 года по март 2013 года.
- Светлана Лолаева — с марта по сентябрь 2013 года[38].
- Светлана Бабаева — с сентября 2013 года по июль 2016 года.
- Ольга Алексеева — с июля 2016 по октябрь 2019 года.
- Сергей Рыбка — с октября 2019 по 25 апреля 2023.
- Ирина Сигова[39]

## Критика
Российский мезоамериканист Дмитрий Беляев критиковал в 2008 году материалы издания по тематике археологии доколумбовой Америки.
В ноябре 2013 года в социальных сетях обратили внимание на материал «Навальный нашел terra incognita» о публикации политиком Алексеем Навальным о дачном кооперативе «Сосны», где проживает ряд членов партии «Единая Россия». В нём автор Наталья Галимова жаловалась на невозможность дозвониться до оппозиционных политологов, из-за чего в статье была представлена только точка зрения провластных деятелей.
В феврале 2015 года освещавший вооружённый конфликт на востоке Украины журналист Los Angeles Times Сергей Лойко опубликовал переписку с заместителем главного редактора «Газеты.ru» Петром Власовым. В ней российский медиаменеджер выражал угрозы физического характера, попутно обвиняя коллегу в работе на «хозяев в штатах».
31 марта 2015 года группа «Анонимный интернационал» выложила для свободного скачивания СМС-переписку за 2011—2014 годы заместителя главы Управления Президента Российской Федерации по внутренней политике Тимура Прокопенко. В одном из сообщений чиновник обращался к топ-менеджеру Рамблера Алексею Гореславскому, а через него — к главреду «Газеты. Ru» Светлане Бабаевой с требованиями в срочном порядке отреагировать на критику Олимпийских игр в России со стороны Виктора Шендеровича. На следующий день «Газета. Ru» выпустила редакционный материал, начинавшийся словами «Поразительно, насколько интернет мешает рядовым россиянам безоглядно радоваться Олимпийским играм». В заметке обсуждалось, как несправедливо блогеры критикуют Олимпийские игры в Сочи.
В 2016 году обозреватель агентства Bloomberg Леонид Бершидский назвал «Газета.Ru» «пропутинским СМИ», действующим в интересах российских властей. В 2022 году The Bell причислял издание к пропагандистским медиа.
В августе 2022 года издание Meduza опубликовало материал о подготовке администрацией президента РФ методичек для провластных СМИ и политиков, где рекомендуют проводить параллели между войной с Украиной, крещением Руси и Невской битвой. К моменту выхода статьи на пользовании темником были пойманы сразу несколько провластных СМИ, включая Газету.Ru (попросту скопировавшую абзацы о «защите угнетаемых» и «борьбы с безбожниками» из пособия)